# Campionati cechi di ski cross 2025
I Campionati cechi di ski cross 2025 si sono svolti a Dolni Morava il 3 marzo. Il programma ha incluso sia la gara femminile che la gara maschile. 
Trattandosi di competizioni valide anche ai fini del punteggio FIS, vi hanno partecipato anche sciatori di altre federazioni, senza che questo consentisse loro di concorrere al titolo nazionale ceco.

## Risultati

### Uomini
| Pos. | Atleta            | Nazione     |
| ---- | ----------------- | ----------- |
| 1    | Tommy Dade        | Regno Unito |
| 2    | Daniel Paulus     | Rep. Ceca   |
| 3    | Sebastian Posch   | Austria     |
| 4    | Tomas Matousek    | Rep. Ceca   |
| 5    | Sora Sasaoka      | Giappone    |
| 6    | Gabriel Goenitzer | Austria     |
| 7    | Janik Sommerer    | Austria     |
| 8    | Jiri Cech         | Rep. Ceca   |

### Donne
| Pos. | Atleta          | Nazione    |
| ---- | --------------- | ---------- |
| 1    | Diana Cholenska | Rep. Ceca  |
| 2    | Lara Daut       | Germania   |
| 3    | Nela Apolinova  | Rep. Ceca  |
| 4    | Lucie Krausova  | Rep. Ceca  |
| 5    | Nikola Fricova  | Slovacchia |
| 6    | Ivana Cesakova  | Rep. Ceca  |